# John Ivory Talbot

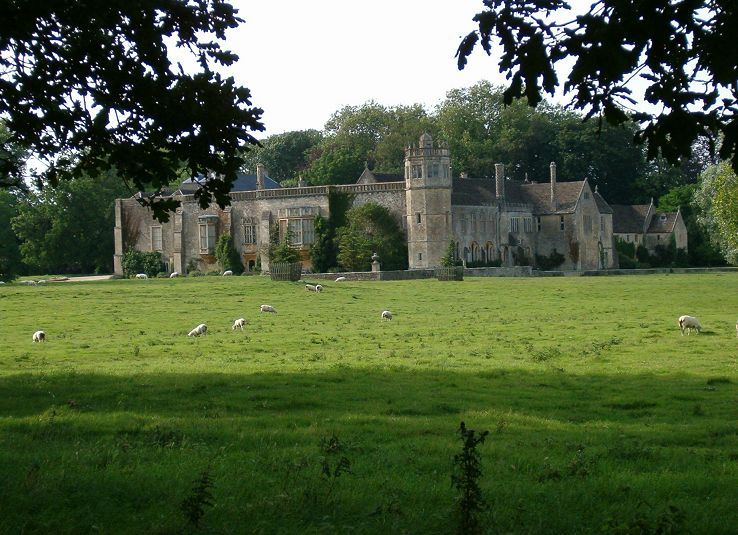
1754 begann Ivory Talbot mit der neugotischen Umgestaltung von Lacock Abbey

John Ivory Talbot (* 1687 oder um 1691; † Oktober 1772) war ein britischer Politiker. 

## Leben
Er war der älteste Sohn von Sir John Ivory, Gutsherr von New Ross im irischen County Wexford und von Anne Talbot, der ältesten Tochter und Miterbin von Sir John Talbot, Gutsherr von Lacock Abbey in Wiltshire. Er studierte ab April 1707 am Christ Church College der Universität Oxford. Am 1. Juli 1716 heiratete er Mary Mansel, eine Tochter des walisischen Adligen Thomas Mansel, 1. Baron Mansel.
Nach dem Tod seines Vaters erbte er 1695 dessen Besitzungen in Irland. 1714 erbte er von seinem Großvater mütterlicherseits auch dessen Besitzungen in Wiltshire, weshalb er seinen Familiennamen in Ivory Talbot änderte. Bei der Parlamentswahl von 1715 wurde er als Abgeordneter für das Borough Ludgershall in Wiltshire ins House of Commons gewählt. Im House of Commons gehörte er als Tory zur Opposition und stimmte konsequent gegen die Regierung der Whigs. 1722 verzichtete er auf eine Kandidatur in Ludgershall, stattdessen kandidierte er 1727 erfolgreich als Knight of the Shire für Wiltshire. 1735 erhob seine Schwägerin Anne Mansel, die Witwe von Robert Mansel, erfolgreich Einspruch dagegen, dass Ivory Talbot einziger Vormund ihres minderjährigen Sohns Thomas Mansel, 2. Baron Mansel, würde, da seine Frau verrückt und er ein Trinker sei. Bei der Parlamentswahl von 1741 verzichtete er auf eine erneute Kandidatur. 
Er ließ den Speisesaal von Lacock Abbey klassizistisch umgestalten, doch 1754 begann er mit dem Umbau des Herrenhauses durch den Architekten Sanderson Miller, einem Pionier der Neugotik, in diesem Stil.

## Familie und Nachkommen
Mit seiner Frau Mary Mansel hatte er drei Kinder:
1. John Talbot (1717–1778);
2. Rev. Thomas Talbot (1719–1758);
3. Martha Talbot (1722–1790) ⚭ Rev. William Davenport.

Lacock Abbey erbte zunächst sein ältester Sohn John Talbot, nach dem dieser ohne legitime Nachkommen gestorben war, erbte seine Schwester Martha das Anwesen. Sein zweiter Sohn Thomas erbte nach dem Tod seines Onkels Bussy Mansel, 4. Baron Mansel 1750 die umfangreichen Besitzungen der Familie Mansel, darunter Margam Abbey in Südwales. Nach dessen Tod erbte sein Sohn Thomas Mansel Talbot den Besitz.